# Aphaenopidius
Aphaenopidius is een geslacht van kevers uit de familie van de loopkevers (Carabidae). De wetenschappelijke naam van het geslacht is voor het eerst geldig gepubliceerd in 1913 door J. Muhler.

## Soorten
Het geslacht Aphaenopidius omvat de volgende soorten:
- Aphaenopidius kamnikensis Drovenik, 1987
- Aphaenopidius treulandi J. Muller, 1909